# 華盛頓帕克 (北卡羅萊納州)
華盛頓帕克（英語：Washington Park）是一個位於美國北卡羅萊納州博福特縣的城鎮。

## 人口
根據2020年美國人口普查的數據，華盛頓帕克的面積為0.68平方千米，皆為陸地。當地共有人口392人，而人口密度為每平方千米576人。